# 理查德·西摩
理查德·西摩（英語：Richard Seymour，1979年10月6日—），美式足球防守截锋，曾先后效力于国家橄榄球联盟的新英格兰爱国者和奥克兰突袭者队。他原先在乔治亚大学斗牛犬队打球，2001年选秀中被新英格兰爱国者队于第一轮第6顺位选中。
他曾七次入选明星碗，五次入选全明星队（All-Pro），并随爱国者队三夺超级碗冠军。有些人认为西摩是NFL中最好的防守内锋。他也被认为是历史上最出色的选秀第6顺位球员。
西摩入选明星碗的场上位置包括4-3阵型防守截锋与3-4阵型防守端锋。此外他偶尔也会在短码数（short yardage）与位于得分线（goal line）的情况下充当全卫。不过自2005年对圣迭戈闪电比赛的一码达阵中膝盖受伤后，他就未再担任过全卫。